# Micklefield
 (mai 2017).
Si vous disposez d'ouvrages ou d'articles de référence ou si vous connaissez des sites web de qualité traitant du thème abordé ici, merci de compléter l'article en donnant les références utiles à sa vérifiabilité et en les liant à la section « Notes et références ».

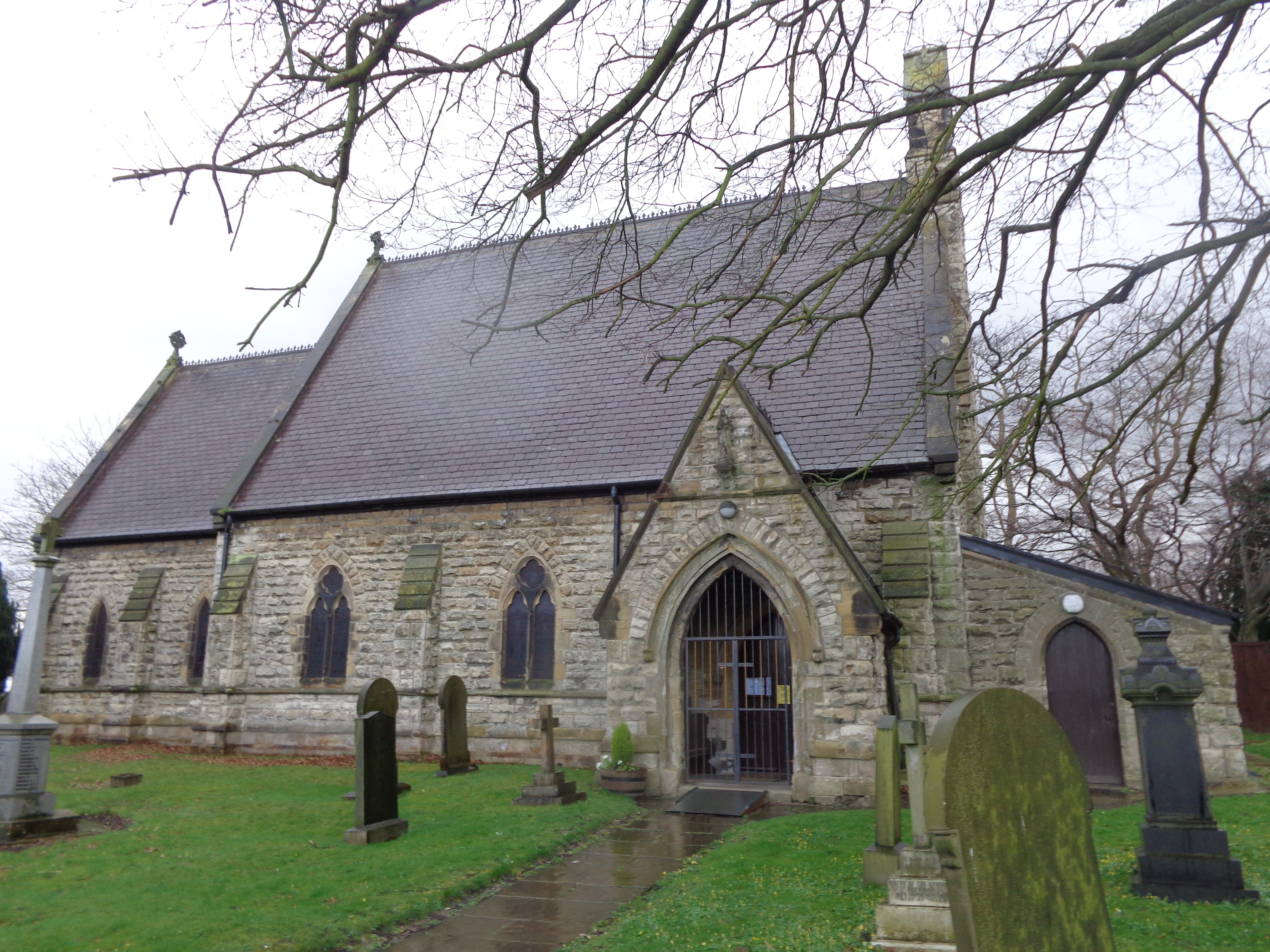
Église de Saint Mary.

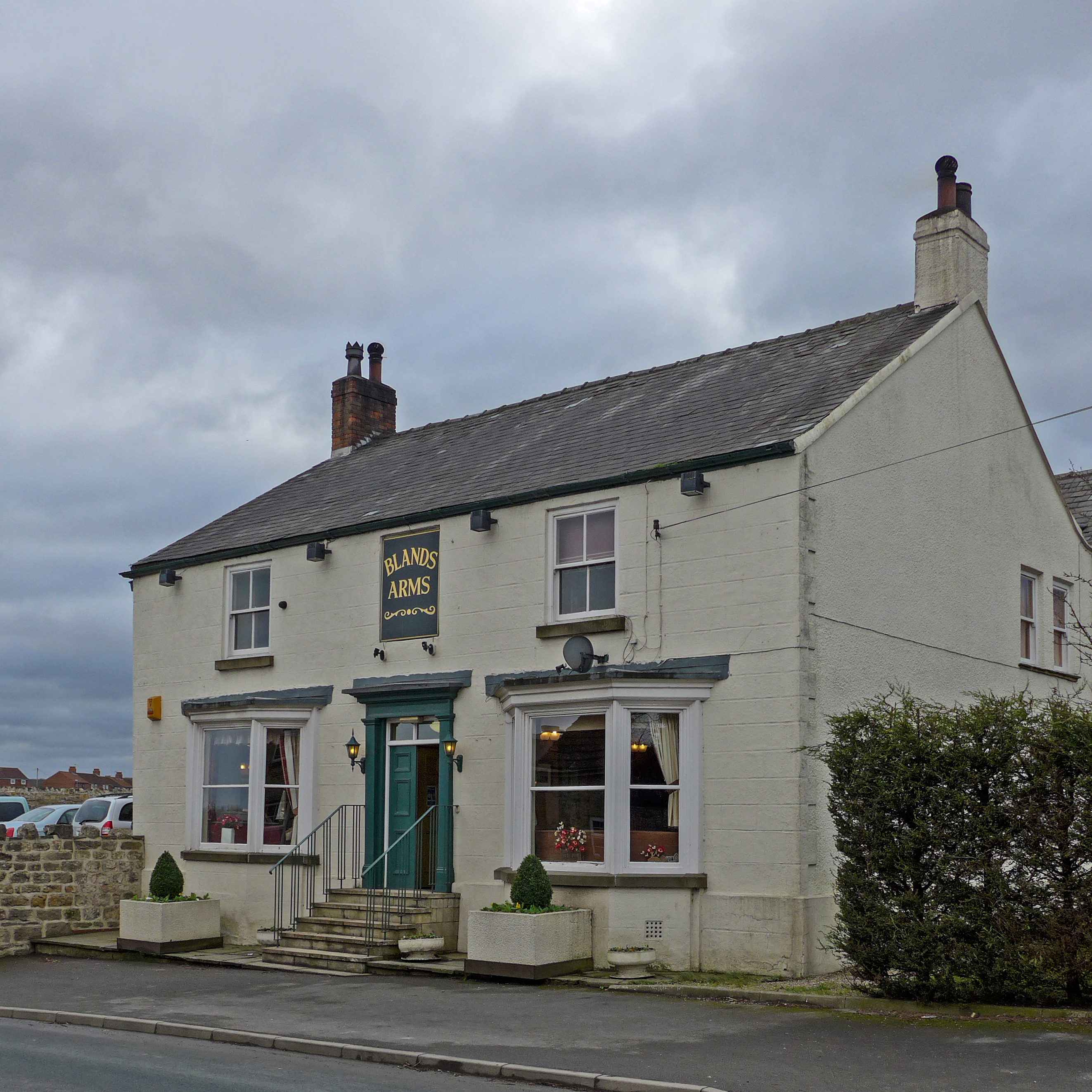
Bland's Arms.

Micklefield est un village du Yorkshire de l'Ouest, en Angleterre. Il est situé à une dizaine de kilomètres à l'est du centre de la ville de Leeds. Il y a une gare.